# سليمان رزق
سليمان رزق (24 آذار 1999 -)، ممثل سوري.

## أعماله

### المسرح
- 2022: مكان آخر.

### مسلسلات تلفزية
- 2004: قتل الربيع
- 2005:حاجز الصمت
- 2006: الوزير وسعادة حرمه
- 2006: أسياد المال
- 2007: الحصرم الشامي ج2
- 2007: رسائل الحب والحرب
- 2008: الخط الأحمر
- 2009: زمن العار
- 2009: سفر الحجارة
- 2009: قلوب صغيرة
- 2010: ساعة صفر
- 2013: قمر شام
- 2020: مسافة أمان
- 2020: ببساطة 2
- 2020: شارع شيكاغو
- 2021: على صفيح ساخن
- 2021: الكندوش
- 2021: لأنها بلدي
- 2022: بقعة ضوء ج15
- 2023: زقاق الجن
- 2024: مال القبان
- 2024: عزك ياشام
- 2024: ما اختلفنا